# Дугинское сельское поселение
Дугинское сельское поселение — муниципальное образование в составе Сычёвского района Смоленской области России.
Административный центр — деревня Дугино.

## Географические данные
- Расположение: южная часть Сычёвского района
- Граничит:
  - на севере — с Лукинским сельским поселением
  - на северо-востоке — с  Мальцевским сельским поселением
  - на востоке — с  Суторминским сельским поселением
  - на юге и западе — с  Новодугинским районом
  - на северо-западе — с Бехтеевским сельским поселением
- Крупные реки: Вазуза.
- По территории поселения проходит автомобильная дорога Р134 «Старая Смоленская дорога» Смоленск — Дорогобуж — Вязьма — Зубцов  .
- По территории поселения проходит железная дорога Вязьма — Ржев, имеется станция Вазуза.

## История
Образовано Законом Смоленской области от 20 декабря 2004 года. Законом Смоленской области от 28 мая 2015 года в Дугинское сельское поселение были включены все населённые пункты упразднённого Суторминского сельского поселения.

## Население
| 2011  | 2012  | 2013  | 2014  | 2015 | 2016  | 2017  |
| ----- | ----- | ----- | ----- | ---- | ----- | ----- |
| 784   | ↘773  | ↘771  | ↘755  | ↘738 | ↗1238 | ↘1215 |
| 2018  | 2019  | 2020  | 2021  |      |       |       |
| ↘1201 | ↘1164 | ↘1124 | ↘1090 |      |       |       |

## Населённые пункты
В состав сельского поселения входит 31 населённый пункт:
| №  | Населённый пункт | Тип     | Население |
| -- | ---------------- | ------- | --------- |
| 1  | Ананиха          | деревня | 40        |
| 2  | Бубниха          | деревня | 35        |
| 3  | Бычково          | деревня | 4         |
| 4  | Горки            | деревня | 1         |
| 5  | Гребля           | деревня | 23        |
| 6  | Дерябкино        | деревня | 3         |
| 7  | Дмитрово         | деревня | 46        |
| 8  | Дубецкое         | деревня | 3         |
| 9  | Дугино           | деревня | 462       |
| 10 | Ерохово          | деревня | 21        |
| 11 | Иванцево         | деревня | 53        |
| 12 | Кашутиха         | деревня | 1         |
| 13 | Ладыгино         | деревня | 49        |
| 14 | Марьино          | деревня | 2         |
| 15 | Мокрое           | деревня | 4         |
| 16 | Мураи            | деревня | 2         |
| 17 | Некрасиха        | деревня | 35        |
| 18 | Осташово         | деревня | 0         |
| 19 | Печуры           | деревня | 50        |
| 20 | Подхабино        | деревня | 2         |
| 21 | Подъямное        | деревня | 27        |
| 22 | Поташено         | деревня | 6         |
| 23 | Светецкое        | деревня | 6         |
| 24 | Семенцево        | деревня | 38        |
| 25 | Синебрюхово      | деревня | 1         |
| 26 | Софьино          | деревня | 69        |
| 27 | Сутормино        | деревня | 298       |
| 28 | Сырокоренье      | деревня | 10        |
| 29 | Тарасово         | деревня | 17        |
| 30 | Хотьково         | деревня | 24        |
| 31 | Хухрыниха        | деревня | 6         |

## Экономика
Сельхозпредприятия, магазины, охотохозяйства.